# Sertularella gaudichaudi
Sertularella gaudichaudi är en nässeldjursart som först beskrevs av Jean Vincent Félix Lamouroux 1824.  Sertularella gaudichaudi ingår i släktet Sertularella och familjen Sertulariidae. Inga underarter finns listade i Catalogue of Life.